# Puccinia antirrhini
Puccinia antirrhini är en svampart som beskrevs av Dietel & Holw. 1897. Puccinia antirrhini ingår i släktet Puccinia och familjen Pucciniaceae.   Inga underarter finns listade i Catalogue of Life.